# Heinz Tiessen
Heinz Tiessen (Königsberg, avui Kaliningrad (óblast de Kaliningrad,) 10 d'abril, 1887 - Berlín Occidental (Alemanya), 29 de novembre, 1971), va ser un compositor, director d'orquestra i pedagog musical alemany.

## Biografia
Heinz Tiessen era fill d'un assessor de la cort i va passar la seva infantesa a Bartenstein. A petició del seu pare, havia de seguir la carrera d'advocat. El 1905 va començar a estudiar dret a la Universitat de Berlín, però va passar a la filosofia després d'un semestre i es va convertir en un admirador de Georg Simmel. Al mateix temps, va estudiar composició amb Philipp Rüfer, teoria amb Wilhelm Klatte i direcció amb Arno Kleffel al Conservatori Stern.
El 1913 i el 1914 es van estrenar amb èxit les dues simfonies de Tiessen. A partir d'aquest moment es va dedicar només a la música. Richard Strauss, a qui admirava Tiessen, esdevingué un dels seus patrocinadors més importants en els anys següents, i el 1917 li trobà un lloc com a acompanyant a la Royal Opera de Berlín. A més, Tiessen va treballar com a crític musical. De 1918 a 1921 va treballar com a director de teatre a la "Freie Volksbühne" i de 1920 a 1922 com a director de l'Orquestra Acadèmica de Berlín a la universitat. Des de 1921, Tiessen va estar implicat en el grup intel·lectual d'esquerres Novembergruppe, i més tard va ser membre fundador de la "International Society for New Music". En el punt àlgid de la seva fama, el 1925 va ser nomenat professor de composició a la Universität der Künste Berlin. El 1926 i el 1932 va ser membre del jurat als World Music Days de la Societat Internacional per la Música Contemporània (ISCM World Music Days).
Tiessen, que també va treballar amb cors d'obrers socialistes, era hostil al nacionalsocialisme emergent. Fins i tot després que Adolf Hitler va arribar al poder el 1933, va poder continuar ensenyant fins al 1945; Però les seves obres van ser considerades indesitjables durant l'època nacionalsocialista i van desaparèixer dels horaris. Durant aquests anys, el treball compositiu de Tiessen gairebé es va aturar. Tiessen va ser un assessor (censor) de l'Oficina de Proves de Música del Reich del Ministeri d'Il·lustració Pública i Propaganda del Reich.
Després de la Segona Guerra Mundial, Tiessen va dirigir el Städtische (abans Stern'sche Konservatorium) del 1946 al 1949 i el departament de composició i teoria de la Universitat de Música de Berlín del 1949 al 1955 abans de retirar-se a la vida privada i tornar a compondre més. Tanmateix, ja no va poder assolir la productivitat dels seus primers anys. L'època nacionalsocialista havia trencat la tradició d'interpretar les seves obres, de manera que només uns pocs intèrprets li donaven suport. Quan Heinz Tiessen va morir el 1971 després d'una llarga malaltia, era un compositor gairebé oblidat. Va ser només cap a finals del segle XX que va sorgir un nou interès per la seva música.
Després de la Segona Guerra Mundial, Tiessen va dirigir el Städtische (abans Stern'sche Konservatorium) del 1946 al 1949 i el departament de composició i teoria de la Universitat de Música de Berlín del 1949 al 1955 abans de retirar-se a la vida privada i tornar a compondre més. Tanmateix, ja no va poder assolir la productivitat dels seus primers anys. L'època nacionalsocialista havia trencat la tradició d'interpretar les seves obres, de manera que només uns pocs intèrprets li donaven suport. Quan Heinz Tiessen va morir el 1971 després d'una llarga malaltia, era un compositor gairebé oblidat. Va ser només cap a finals del segle XX que va sorgir un nou interès per la seva música.
Tiessen es va casar per segona vegada amb la pianista Anneliese Schier el 1944. Els seus alumnes més famosos van ser Eduard Erdmann, Josef Tal, Erik Bergman i Sergiu Celibidache.
Al llarg de la seva vida, el compositor va tenir una passió pel cant dels ocells, especialment el de les merles. Va començar a investigar sistemàticament l'estructura de les cançons. Tiessen va resumir les seves experiències al llibre Musik der Natur, publicat el 1953. Ja l'havia posat en pràctica l'any 1915 en el seu Septet op 20, que tracta de diverses crides de merles, que el van convertir en un precursor d'Olivier Messiaen en aquest sentit.
Heinz Tiessen va morir als 84 anys i va ser enterrat al cementiri forestal de Zehlendorf a Berlín.

## Llenguatge tonal
Tiessen és considerat un dels principals representants de l'expressionisme musical a Alemanya. Les seves primeres obres op. 1–16 són d'estil romàntic tardà, mostren sobretot la influència de Richard Strauss i després van ser vists pel compositor com encara no típics del seu estil. Tiessen va aconseguir la independència artística amb la Simfonia núm. 2 op 17 Morir i convertir-se!. En aquesta i en les següents, la tonalitat no s'abandona, sinó que es deixa anar i es desenvolupa fins a la politonalitat. Al mateix temps, es nota un esforç per liderar la veu lineal-polifònica. Les composicions creades a la República de Weimar agreugen aquestes tendències i de tant en tant toquen l'atonalitat. Quantitativament, aquesta fase creativa està dominada per la música incidental, en la qual la preferència de Tiessen pels temes cridaners i gestuals passa a primer pla. El drama de dansa Salambo es pot considerar potser la més important d'aquestes obres. En el període de postguerra a Alemanya, Tiessen ja no va respondre de manera productiva als trastorns artístics de l'època, sinó que es va mantenir fidel al seu estil personal.

Tiessen va resumir els seus objectius artístics el 1911 de la següent manera:
| « | "L'objectiu de l'art és la classicitat. […] La tasca del futur és guanyar-se els èxits del neoromanticisme, que encara semblen ser un fi en si mateix, per al disseny d'un nou classicisme modern." | » |

## Honors
- 1953: Ordre del Mèrit de la República Federal d'Alemanya, Creu del Mèrit de 1a classe
- 1969: Premi Cultural de l'Associació Estatal de Prússia Oriental

## Obra
Obres escèniques

- Música incidental a Merlin de Carl Leberecht Immermann
- Música incidental a Die armseligen Besenbinder de Carl Hauptmann
- Música incidental a Das Postamt de Rabindranath Tagore
- Música incidental a Antigone de Sophokles
- Música incidental a Masse Mensch de Ernst Toller
- Música incidental a Hamlet de William Shakespeare
- Música incidental a Cymbeline de Shakespeare
- Música incidental a Advent d'August Strindberg
- Música incidental a Der Sturm de Shakespeare
- Música incidental a Abenteuer in Moll de Hanns Braun (1924)
- Salambo, Drama de dansa en tres imatges de Lucie Kieselhausen Gustave Flaubert op. 34 (1923, UA Duisburg 1929)
- Música incidental a Don Juan i Faust de Christian Dietrich Grabbe (1925)
- Música incidental a Musik de Carl Hauptmann (1934)

Música vocal

- Ein Frühlings-Mysterium, Oratori per a cor, solistes i orquestra op. 36
- Aufmarsch, Cantata per a cor, orquestra de vent i narrador op. 40 (1931)
- Die Amsel, Rapsòdia lírica per a soprano i orquestra op 63 (després Max Dauthendey)
- Lieder per a veu i piano

Música orquestra

- Eine Ibsenfeier op. 7, Sinfonische Dichtung (1909)
- Sinfonie Nr. 1 C-Dur op. 15 (1911)
- Sinfonie Nr. 2 f-Moll op. 17 Stirb und Werde! (1912)
- Rondo G-Dur op. 21 per a orquestra
- Ein Liebesgesang op. 25. Idil·li per a orquestra
- Totentanz-Suite op. 29 per a violí i orquestra (1921)
- Hamlet-Suite op. 30 (1921, després de la música Hamlet)
- Musik für Streichorchester op. 32a
- Vorspiel zu einem Revolutionsdrama op. 33 (1926, després de la música Masse Mensch)
- Salambo-Suite op. 34a
- Aus meiner Theatermappe II op. 39. Quatre peces orquestrals (al voltant de 1928)
- Ernste Hymne op. 50 per a orquestra de vent
- Konzertante Variationen per a piano i orquestra op. 60 (1961)

Müsica de cambra

- Amsel-Septett per a flauta, clarinet, trompa, 2 violins, viola i violoncel en sol major op. 20 (1915)
- Quintet de corda op. 32 (1920)
- Duo-Sonate per a Violí i Piano op. 35 (1925)
- Divertimento per a flauta, oboè, clarinet, trompa, fagot op. 51 (1956)
- Música per a viola amb orgue op. 59 (1964)

Música per a piano i orgue

- Sonata per a piano C-Dur op. 12 (1910)
- Natur-Trilogie (Auf dem Gipfel der toten Düne – Am Kurischen Haff – Nacht am Meer) per a piano op. 18 (1913)[4]
- 5 Klavierstücke op. 21 (~1915) (Estrena l'11 de maig de 1916 per Eduard Erdmann, després retirada)[5]
- Walzer op.29d (Arranjament de la música incidental de "The poor Besenbinders", dedicat a Lucie Mannheim.) (~1930)[5]
- 3 Peces per a piano op. 31 (1923)
- 6 Peces per a piano op. 37 (1929)
- Passacaglia Fuge per a Orgue op. 46 (1939)
- 5 Peces per a piano op. 52 (1950)

Escrits

- Zur Geschichte der jüngsten Musik (1928)
- Musik der Natur – Über den Gesang der Vögel, insbesondere über Tonsprache und Form des Amselgesanges (1953)
- Weg eines Komponisten. Akademie der Künste / Gebr. Mann Editor, Berlín 1962.
- diverse Aufsätze, z. B.: Chormusik für Arbeiter, a: Die Kunstgemeinde. Mitteilungsblatt der Kunstgemeinde des Bezirks Kreuzberg., 6. Jg. Nr. 2, Febrer 1930, S. 13–14.
- Die Tonkunst im Rahmen der Schauspielbühne, a: Volksbühne. Revista per a la cura de l'art social, Jg. 2 1921/22, H. 2, S. 60–62.

## Documents
Obra a l'arxiu de l'Acadèmia de les Arts de Berlín, amb ajuda de recerca
- Les cartes d'Heinz Tiessen es troben als fons de l'editor musical de Leipzig C. F. Peters als Arxius Estatals de Leipzig.